# Palazzo di Città (Salerno)

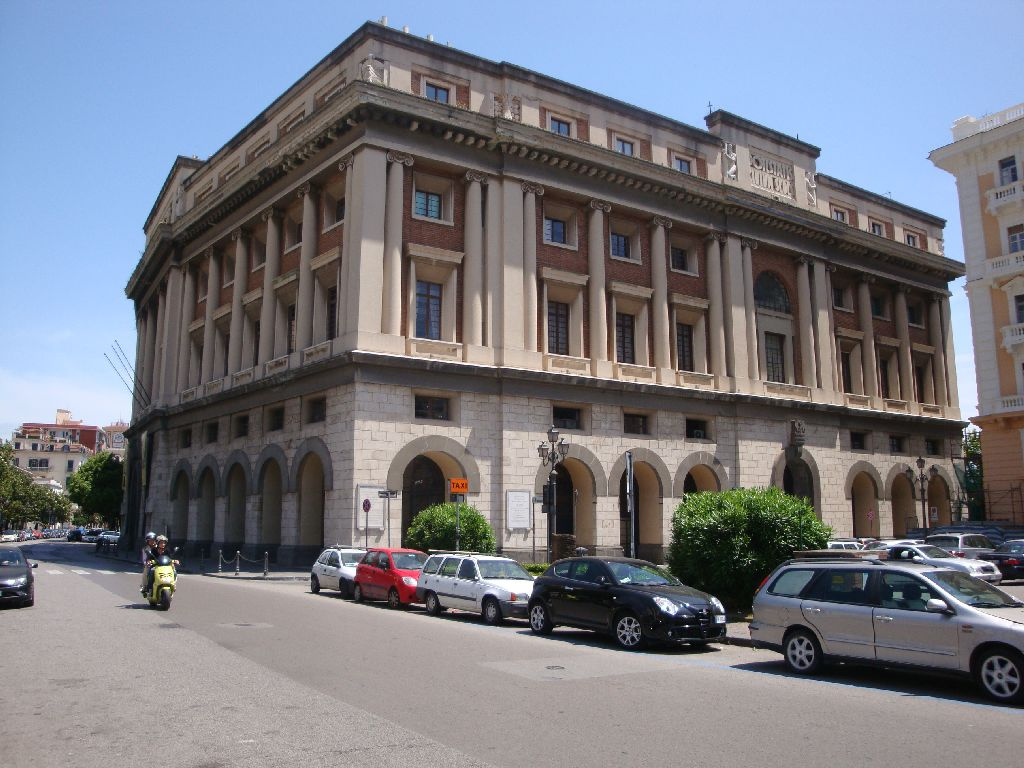
Palazzo di Città in Salerno

Der Palazzo di Città ist ein Palast aus den 1930er-Jahren in der Piazza Giovanni Amendola, im Zentrum von Salerno in der italienischen Provinz Kampanien. Dort ist die Stadtverwaltung untergebracht.

## Geschichte

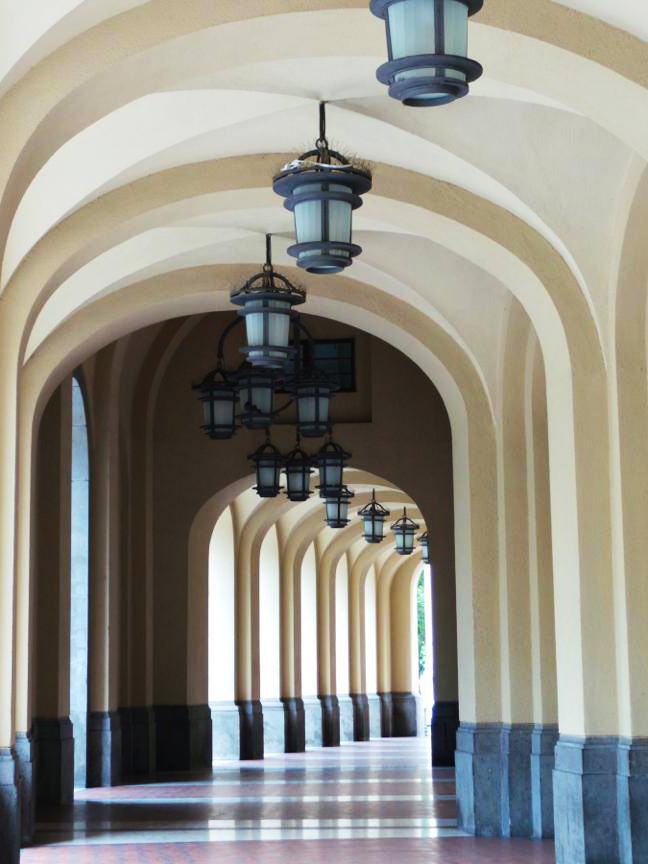
Die Vorhalle

Das Problem, neue Räumlichkeiten für die städtischen Büros zu finden, die damals im dafür unzureichenden Palazzo Sant'Antuono untergebracht waren, stellte sich seit der Zeit des Bürgermeisters Matteo Luciani (1885–1888). Nach der Einigung Italiens wuchs die Bevölkerung Salernos deutlich, bis sie 1921 die Zahl 53.000 erreichte. Dieses Wachstum führte zur Ausdehnung der Stadt, die in ebendiesen Jahren strukturell den alten Mauerring sprengte und die Projektierung großer öffentlicher Gebäude erlebte, insbesondere auf den Grundstücken, die aus der Erschließung des Strandes und der Lungomare Trieste entstanden.
Bei der Frage, wo sich das neue Rathaus befinden sollte, standen sich zwei Positionen gegenüber: Eine Gruppe schlug die Restaurierung des Palazzo Genovese am Largo Campo, die andere den Bau eines neuen Gebäudes nördlich der Piazza Portanova oder an dem Ort, den man letztendlich wählte.

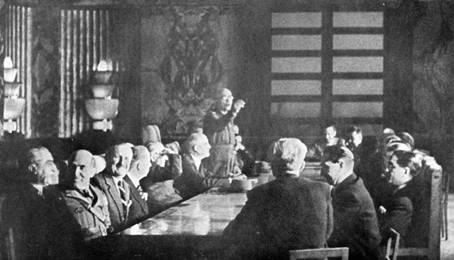
Erste Sitzung der Regierung Badoglio im Marmorsalon

Die Stadt Salerno kündigte 1926 einen Wettbewerb zur Realisierung des Palazzo di Città, des symbolträchtigen Gebäudes der Kultur, der Wirtschaft und des Wachstums Salernos, an. Trotz der Präsentation vieler Projekte und der Beteiligung maßgeblicher Namen führte der Wettbewerb zu keinem positiven Ergebnis. 1928 gewann Camillo Guerra die Ausschreibung für die Stelle eines Chefingenieurs der Stadt Salerno und zu den ersten Aufgaben, die ihm anvertraut wurden, gehörte die Erstellung des Projektes für den Palazzo di Città. Der Architekt aus Neapel sah sich sofort mit Problemen des Grundstücks in seiner unregelmäßigen Form und einer nicht vorherrschenden Lage konfrontiert, ebenso wie den Anforderungen der Verkaufsspezifikation, die den Bau einer Vorhalle erforderten, die aber wegen den Grundstücksproblemen niemals in Achse mit der des Palazzo Natella sein könnte.
Guerra stellte sich diesen Problemen, indem er der Verwaltung 13 verschiedene Grundrisse und fünf Stilproben für dieses Projekt vorstellte, auf deren Basis der letztlich realisierte gewählt wurde. Die Probleme endeten damit jedoch nicht, da im Laufe der Arbeiten das verantwortliche Unternehmen scharf kritisiert wurde, sowohl von der Bürgerschaft wegen der langsamen Ausführung, als auch von Guerra selbst, der auf Probleme bei der Ausführung stieß. All dies führte zur Kündigung des Vertrages im Jahre 1933. Zwischen 1934 und 1935 gab es weitere Wechselfälle bei der Baukommission, die zur Entscheidung führten, die Hofüberdachung zu streichen, aber auch zur Entlassung Guerras als Chefingenieur.
Am 3. Januar 1937 fand die offizielle Einweihung des Gebäudes mit dem Einzug der Büros statt.
In der Zeit von Februar bis Juli 1944 war der Palazzo di Città Sitz der Präsidentschaft des Rates, des Innenministers und des nationalen Erziehungsministers: Die Sitzungen des Ministerrates fanden im Marmorsaal statt.

## Beschreibung

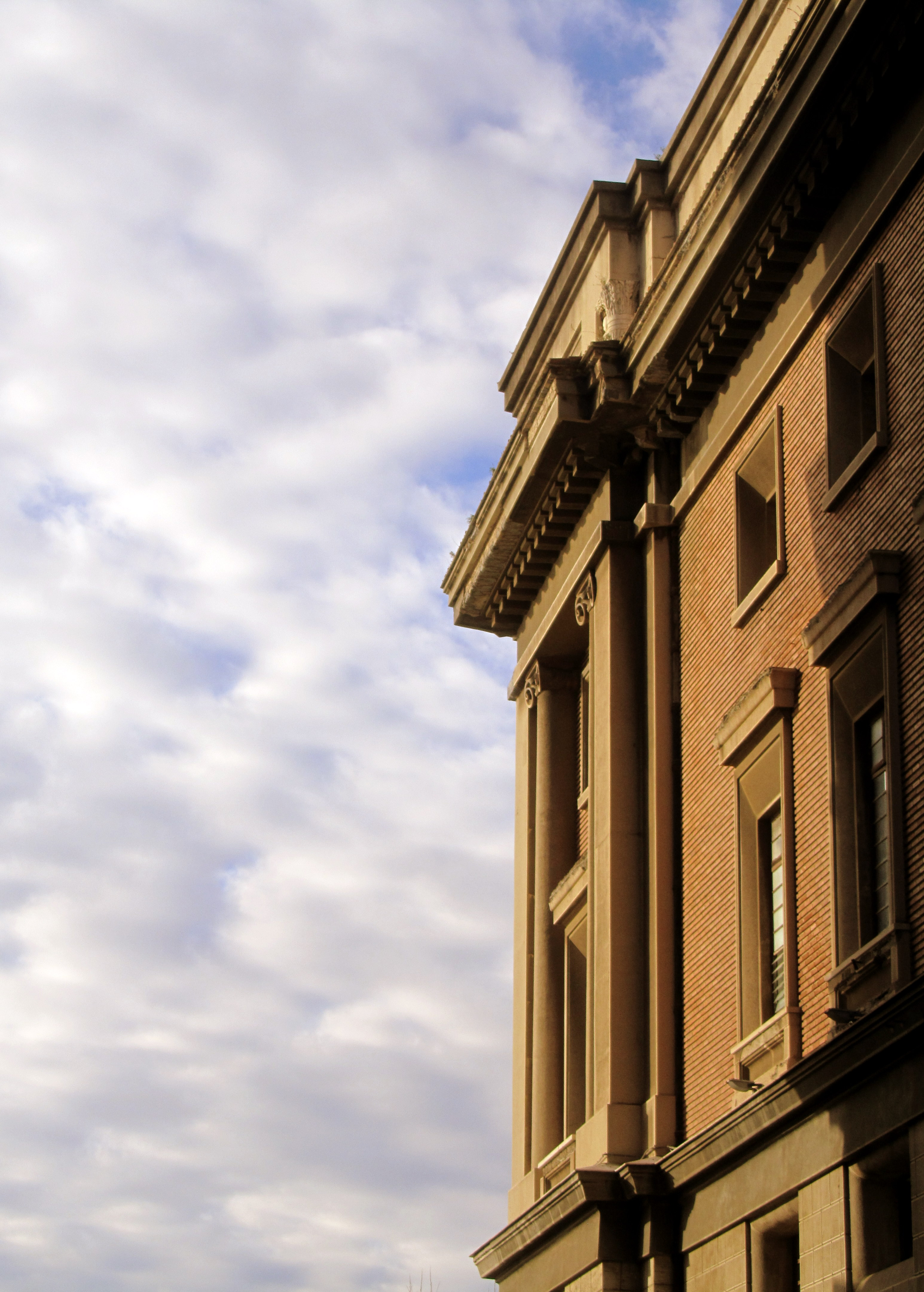
Detail der Fassade

Der Palast besteht aus einem Erdgeschoss, einem Zwischengeschoss und einem ersten und zweiten Obergeschoss, auf das im Laufe der 1960er-Jahre ein drittes Obergeschoss aufgesetzt wurde.
Der Grundriss ist vollkommen unsymmetrisch: Auf der Nord- und Westseite liegt die Vorhalle, die im ersten Teil mit der benachbarten Vorhalle des Palazzo Natella fluchtet, während der mittlere Baukörper leicht vorspringt, sodass er für die zu sehen ist, die entweder aus Richtung des Bahnhofs oder aus der des Teatro Verdi kommen. Seitlich des Haupteingangs befinden sich zwei Nebeneingänge, durch die man heute normalerweise in den Palast gelangt. Durch die Vorhalle auf der Westseite gelangt man in das Filmtheater Augusteo.
Camillo Guerra schreibt, dass das Aussehen des Gebäudes im Wesentlichen dem originalen Projekt entspräche, da die Bauweise vernünftigerweise mit ihren verschiedenen Details einem klassischem Schema entspräche und so dem Palast einen klassizistischen Eindruck verleihe, der so gut zur Umgebung passte, in der er stehe, ebenso wie den Charakter einer imperialen Architektur, die die bedeutendsten Werke des Regimes nicht außer Acht lasse.
In der Beschreibung des Palastes führt Guerra aus, dass das realisierte Projekt die vorhergehenden Projekte vereinfache, indem es u. a. auf die Glockentürme verzichtete und alle Verzierungen radikal modernisiere. In der definitiven Ausführung wurden die Bossenwerke des Sockelbereiches weggelassen und nur neben dem Eingangstor wurden zwei Gruppen stilisierter Liktorenbündel angebracht (die nach dem Ende des Faschismus beseitigt wurden). Des Weiteren wurden vier Halbreliefe aus Bronze geschaffen, um die großen Bogenfenster im vorspringenden, mittleren Baukörper zu schmücken. Von den vieren, die Gaetano Chiaromonte schuf, wurde nur eines platziert, das den „Marsch auf Rom“ zeigt und das ebenfalls nach dem Fall des Faschismus entfernt und zerstört wurde. Die anderen drei wurden kürzlich restauriert und im Korridor vor dem Marmorsaal aufgestellt.

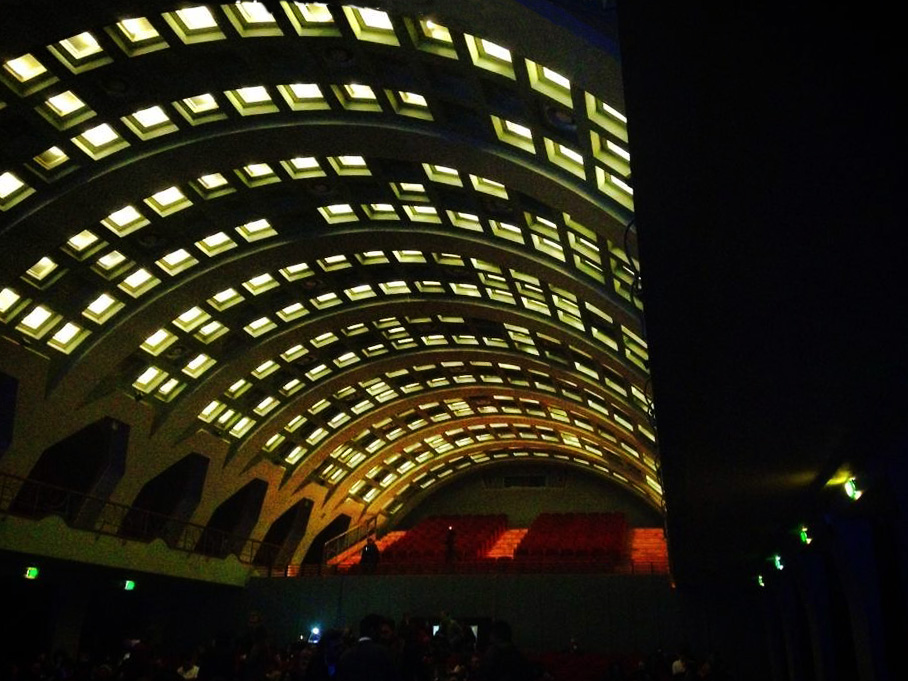
Das Gewölbe des Teatro Augusteo

Nach der Außenansicht ist der Teil von architektonisch größter Bedeutung die Dekoration des Innenhofes, der fast zur Hälfte von der Treppe beansprucht wird. Aus diesem Grunde entschied Guerra, die großen Giebelwände der Treppenzüge nicht zu realisieren und stattdessen schlanke Stützbögen zu bauen, die später durch eine große Glaswand ergänzt wurden, die Ende der 1990er-Jahre Antonio Perotti aus Salerno geschaffen wurde und das Stadtwappen mit dem Heiligen Matthäus zeigt. Die Stufen sind durch zweifarbigen Marmor gekennzeichnet: Einen dunkleren für die Setzstufen und einen helleren für die Trittstufen. In einer vorhergehenden Version war auch ein Glas-Betondach für den Innenhof vorgesehen, das aber bei der Baukommission vom Ingenieur De Angelis gestrichen wurde.
Fast die Hälfte des Erdgeschosses nimmt das Lichtspieltheater Augusteo mit einer Kapazität von 700 Sitzplätzen ein. Die Beleuchtung des Kinos wurde in besonderer Weise ausgearbeitet, um sicherzustellen, dass das Licht allmählich von den Kassetten des Gewölbes im ganzen Raum ausbreitet. Das Lichtspieltheater hatte von Anfang Probleme mit der Akustik, sodass die Verwaltung sich gezwungen sah, mit den akustischen Korrekturarbeiten im Jahre 1938 den Ingenieur Luigi Quagliata zu betrauen.

### Die Repräsentationsräume

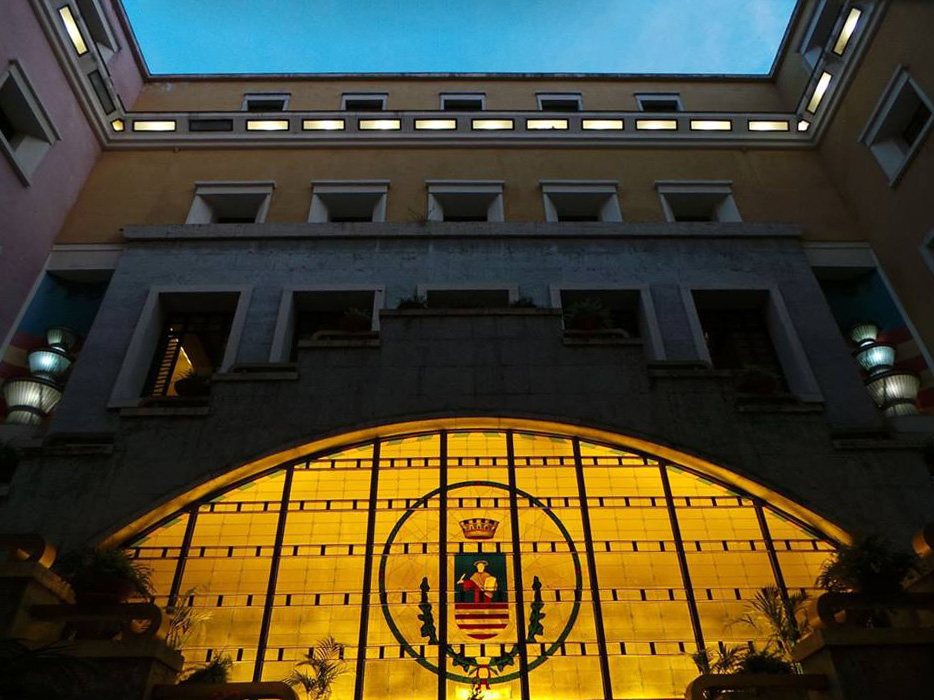
Der Innenhof mit der Treppe

Das erste Obergeschoss des Gebäudes ist durch die Repräsentationsräume gekennzeichnet, die aus einem Komplex von Sälen und Dienstzimmern, die Salerno dringend als „Zier der Stadt“ benötigte. Von der Haupttreppe gelangt man in einen großen Flur, der durch drei Türen den Zugang in den Empfangssaal vermittelt, der heute allgemein Salone dei Marmi (dt.: Marmorsaal) genannt wird, da es dort bunte Marmorplatten gibt, speziell Vitulana-Marmor mit großen Farbflecken. In dem Saal finden Ausstellungen, Zusammenkünfte und Stadtratssitzungen statt; er hat fünf Balkone zur Meerseite hin und einige Nischen in den Wänden, in denen sich zu Zier Bronzefiguren, während der obere Teil der Wände aus einem breiten, bildlichen Fries mit zweieinhalb Metern Höhe auf die gesamte Wandbreite besteht; dort ist die Geschichte von Salerno, von der Gründung über den Transport des Körpers des Heiligen Matthäus, bis zur Einigung Italiens, dem großen Krieges und dem Aufstieg Mussolinis dargestellt. Das Fries, das der Maler Pasquale Avallone schuf, wurde erst 1947 fertiggestellt und daher teilweise thematisch modifiziert.
Aus dem Marmorsaal gelangt man in den Sala della Consulta (dt.: Ratssaal), der heute Sala del Gonfalcone (dt.: Bannersaal) genannt wird. Der Raum ist über die Kassettendecke aus Glas-Beton und durch eine breite Glaswand auf der kurzen Raumseite belichtet. Auf beiden Seiten des Saales sind oben zwei Reliefe aus Alabaster eingesetzt, die Arturo Beraglia aus Salerno schuf und die die Landwirtschaft und den Verkehr auf dem Meer zeigen; außerdem kann man vier ovale Gemälde von Pasquale Avallone bewundern, die folgende Allegorien zeigen: Die Sparsamkeit, den Fleiß, die Landwirtschaft und den Seehandel; sie wurden 1930 für den Palazzo della Banca d’Italia geschaffen.
Außer diesen beiden Sälen finden sich unter den Repräsentationsräumen auch ein großer Saal für die Kommissionen (heute Sala Giunta – dt.: Versammlungssaal), sowie die Amtszimmer und die Kabinette des Podestà und des Vize-Podestà (heute genutzt durch den Bürgermeister und den Vizebürgermeister). Im Zugangskorridor des Saales steht eine Kopie aus getöntem Gips der Statue des Musikers Pergolesi, die 1871 Giovanni Amendola für das Teatro Verdi schuf, und eine Kopie aus Gips der Büste, die Matteo Luciani gewidmet ist und 1936 von Pasquale Avallone geschaffen wurde.